# James Hoge Tyler
James Hoge Tyler, född 11 augusti 1846 i Caroline County, Virginia, död 3 januari 1925 i Radford, Virginia, var en amerikansk demokratisk politiker. Han var Virginias guvernör 1898–1902.
Tylers mor Eliza dog i barnsäng och han uppfostrades av morföräldrarna James och Eleanor Hoge i Pulaski County. Fadern George Tyler var aktiv inom delstatspolitiken i Virginia. Efter krigstjänst i Amerikas konfedererade staters armé i amerikanska inbördeskriget återvände Tyler till Pulaski County där han hade ärvt morföräldrarnas jordbruk. År 1868 gifte han sig med Sue Montgomery Hammet som var från Radford. Paret fick åtta barn och flyttade på 1890-talet till Radford. Tyler tjänstgjorde som viceguvernör 1890–1894.
Tyler efterträdde 1898 Charles Triplett O'Ferrall som guvernör och efterträddes 1902 av Andrew Jackson Montague.